# Partido Liberal Mexicano
Der Partido Liberal Mexicano (deutsch: Liberale Mexikanische Partei) war eine von 1901 bis 1913 bestehende Organisation, die in Opposition zum autoritären mexikanischen Präsidenten Porfirio Díaz aus den zuvor bestehenden Clubes Liberales entstand. Die Partei fungierte in ihren ersten Jahren als oppositionelles Sammelbecken, zeichnete sich jedoch zugleich durch eine anarchosyndikalistische Einstellung aus. So wird im Manifest der Partei aus dem Jahre 1911 die „Zerschlagung aller politischen, ökonomischen, sozialen, religiösen und moralischen Institutionen“ gefordert, die „die freie Initiative und den freien Zusammenschluss von Menschen ersticken.“ Der einflussreichste Vertreter des Partido Liberal Mexicano (PLM) war der Revolutionär und Anarchist Ricardo Flores Magón.
Der PLM war die einflussreichste, militante Oppositionsbewegung in der Zeit vor der mexikanischen Revolution. In der Revolutionszeit gewann die Gruppe für einige Monate die Kontrolle über den Bundesstaat Baja California, konnte sich in Gesamtmexiko jedoch nicht durchsetzen.

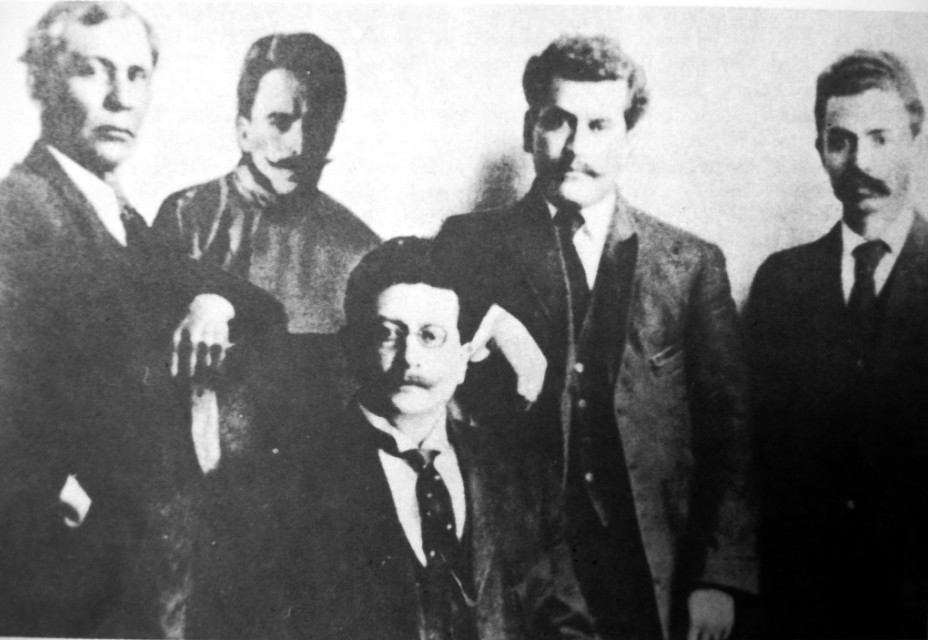
Die Junta Organizadora der Partido Liberal Mexicano 1910.

## Geschichte

### Vorgeschichte und Gründung

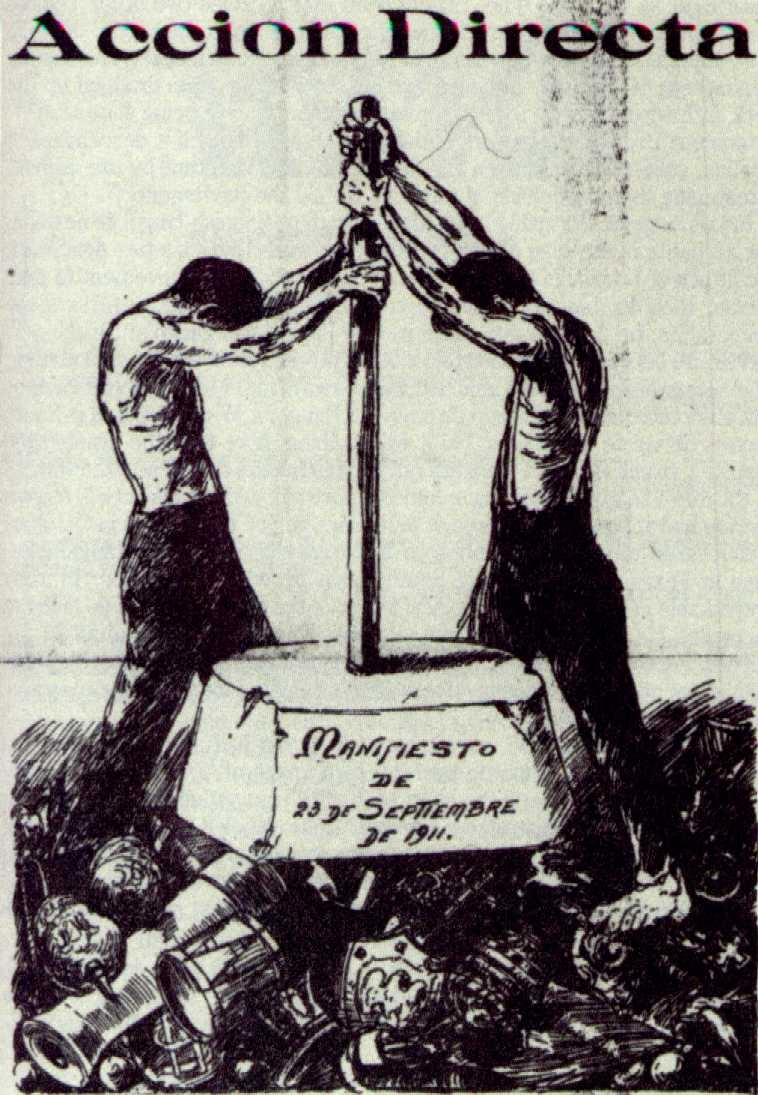
Das Titelblatt der Regeneración aus dem Jahre 1914

Die ersten Aktivitäten der späteren Akteure des PLM begannen um die Jahrhundertwende, also 11 Jahre vor dem Beginn der mexikanischen Revolution. Im Jahr 1900 herrschte der autoritäre Präsident Porfirio Díaz bereits seit zwei Jahrzehnten, zeitliche Begrenzungen der Präsidentschaft hatte er aus der Verfassung streichen lassen. Oppositionelle Bewegungen waren mit Beschränkungen der Meinungs- und Pressefreiheit, Gefängnisstrafen und auch politischen Morden konfrontiert. Zugleich konnte Porfirio Díaz jedoch auf die Unterstützung zumindest von Teilen der Mittel- und Oberschicht zählen, da seine Präsidentschaft politische Stabilität, wirtschaftlichen Aufschwung und ausländische Investitionen mit sich brachte.
Als die Brüder Flores Magón 1900 begannen, in der Zeitschrift Regeneración sozialrevolutionäre Texte zu veröffentlichen, agierten sie also in einem Umfeld relativer politischer Stabilität. Daran änderte auch der 1901 in San Luis Potosí organisierte, oppositionelle Congreso Liberal von Camilo Arriaga nichts. Die schlechten Lebensbedingungen der Land- und Industriearbeiter führten ebenfalls zu keiner allgemein revolutionären Stimmung in Mexiko. Dennoch werden die Oppositionsaktivitäten der Jahrhundertwende von Historikern häufig als Vorboten der mexikanischen Revolution beschrieben.
Zunächst führten die oppositionellen Aktivitäten jedoch nur zu verstärkter Repressionen, Ricardo Flores Magón wurde verhaftet und musste ins Gefängnis. Anschließend ging er wie viele andere Oppositionelle ins Exil in die Vereinigten Staaten. Seine erste Station war Chicago, wo er sich jedoch durch den mexikanischen Geheimdienst derart bedroht fühlte, dass er kurzzeitig nach Kanada floh. Schließlich entschied er sich für einen Umzug nach St. Louis in Missouri, wo der PLM 1905 gegründet wurde. Ricardo Flores Magón wurde zum Präsidenten der neuen Partei gewählt. Weitere Mitglieder der Junta waren Juan Sarabia (Vizepräsident), Antonio Virral (Parteisekretär) und Enrique Flores Magón (Schatzmeister). Der PLM wurde in Mexiko nie als offizielle Partei anerkannt, entwickelte sich in der vorrevolutionären Zeit jedoch zum zentralen Sammelbecken der radikalen Opposition gegen Porfirio Díaz. Gründungsmitglieder der PLM waren Camilo Arriaga, Antonio I. Villarreal und Antonio Díaz Soto y Gama.

### Der Streik in Cananea
Richtungsweisend für die späteren Aktionen der revoltos um Flores Magón sollte ein Streik von Minenarbeitern in der Stadt Cananea an der Grenze zwischen Mexiko und Arizona werden. Auslöser des Streiks war ein neuer Arbeitsvertrag, der geringere Löhne und Entlassungen beinhaltete. Zugleich waren die Arbeiter jedoch auch über die Minenpolitik empört, nur US-Bürger in höheren Positionen zuzulassen.
Mexikanische Truppen und eine Freiwilligenarmee aus den Vereinigten Staaten schlugen den Streik gemeinsam nieder, zwischen 20 und 200 Minenarbeiter wurden getötet. Es sind Briefe erhalten, in denen der PLM aus Cananea um Unterstützung in Form von großen Waffenlieferungen gebeten wird, allerdings war die Gruppe um Flores Magón zu derartigen Aktionen logistisch nicht in der Lage.
Der gescheiterte Streik in Cananea hatte zwei Auswirkungen auf den PLM. Zum einen wurde es zum Ziel, eine Revolution in Mexiko durch die Unterstützung von Arbeitskämpfen und sozialen Unruhen herbeizuführen. Zum anderen veranlasste der Minenstreik die mexikanische Regierung, die befreundeten USA zu einer Bekämpfung des PLM zu drängen. Am 12. Juli 1906 begann David Patterson Dyer, der Bundesstaatsanwalt für den Osten Missouris, mit einer Untersuchung auf Anordnung des US-Justizministeriums. Am 5. September berichtete der Botschafter der Vereinigten Staaten in Mexiko, dass eine 500 bis 800 Personen starke Revolutionsarmee aus Arizona plane, nach Cananea vorzurücken. Verhaftungen in Arizona folgte die Stürmung des Redaktionsbüros der Regeneración in St. Louis. William Greene, der Besitzer der Kupferminen in Cananea, machte den PLM-Aktivisten Manuel Sarabia für den Streik verantwortlich, konnte jedoch nicht die Unterstützung der amerikanischen Behörden gewinnen.

### Aufstände in Veracruz

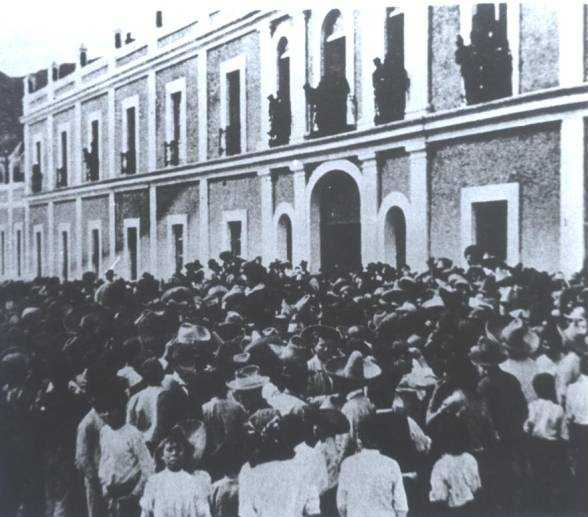
Streikende Textilarbeiter in Río Blanco

Im September 1906 erreichte die Junta des PLM die mexikanische Nordgrenze mit dem Ziel, eine Revolte in diesem Gebiet zu beginnen. Die Aktion wurde mit Hilario Salas koordiniert, der den PLM im Bundesstaat Veracruz organisierte und eine Gruppe von Oppositionellen um sich versammelt hatte. Die mexikanische Regierung hatte jedoch von den Planungen an der Nordgrenze erfahren, Vorbereitungen getroffen und die Gruppe um Flores Magón beschloss nicht aktiv zu werden.
Hilario Salas entschied sich dennoch zum Aufstand in Veracruz und erklärte in einem Manifest die bewaffnete Revolte des PLM gegen Porfirio Díaz. Salas teilte seine etwa 1000 schlecht bewaffneten Anhänger in drei Gruppen auf, die jeweils eine Garnison erobern sollten. Die Ziele waren Acayucan, Minatitlán und Puerto México. Die Aktion schlug fehl, Salas wurde schwer verletzt und die Aufständischen mussten sich in die Berge zurückziehen. Über die nächsten zwei Jahre hielt sich der verletzte Salas an verschiedenen Orten versteckt und begann erst 1908 wieder mit der aktiven Opposition.
Dennoch blieb Veracruz ein Zentrum des Widerstandes gegen Porfirio Díaz. Anfang 1907 gehörten die PLM-Mitglieder José Neira Gómez und Juan Olivar zu den Organisatoren eines Textilarbeiterstreiks in Río Blanco. Im Dezember 1906 waren Textilarbeiter in Tlaxcala und Puebla in den Streik getreten und baten Díaz um eine persönliche Vermittlung im Konflikt. Díaz stellte sich jedoch auf die Seite der Fabrikbesitzer, forderte die Wiederaufnahme der Arbeit und untersagte jede weitere Organisation der Arbeiter. Nach dieser Entscheidung traten die Textilarbeiter in Río Blanco ebenfalls in den Streik. Das dreizehnte Bataillon wurde nach Río Blanco geschickt, bei der Niederschlagung wurden 400 bis 800 Textilarbeiter getötet.

### Aktionen in den Vereinigten Staaten
Im Oktober 1906 traf sich der PLM in El Paso (Texas) um weitere Aktionen zu planen. Mexikanische Stellen erfuhren jedoch von dem Treffpunkt und informierten ihrerseits die Vereinigten Staaten. Bei der Stürmung des Treffens konnte Ricardo Flores Magón flüchten, während Juan Sarabia verhaftet wurde und die nächsten fünf Jahre im Gefängnis verbrachte. Im Folgenden wurde von den Vereinigten Staaten ein Kopfgeld auf Flores Magón ausgesetzt.
Aufgrund dieser Rückschläge und weiterer Verhaftungen dauerte es zwei Jahre, bis sich der PLM wieder stark genug fühlte, um kleinere Angriffe auf die mexikanische Nordgrenze durchzuführen. Am 25. Juni 1908 wurde der Ort Viesca in Coahuila eingenommen. Ein Polizist wurde beim Angriff getötet, ein weiterer Polizist und ein Mitglied des PLM wurden verletzt. Obwohl das Dorf beim Angriff nicht beschädigt wurde, wollten die Bewohner die Kämpfer des PLM nicht in ihrem Ort haben, woraufhin sich der PLM auch zurückzog. Zeitgleich mit Viesca wurde ein anderer Ort, Las Vacas, von Kämpfern des PLM angegriffen. Auch hier gelang die Einnahme, nicht jedoch eine längerfristige Eroberung. Las Vacas war durch eine Garnison geschützt, bei den Kämpfen kam es zu starken Verlusten auf beiden Seiten. Auch wenn die Garnison erobert werden konnte, entschied sich der PLM angesichts vieler Toter zum Rückzug.

### Der Beginn der mexikanischen Revolution

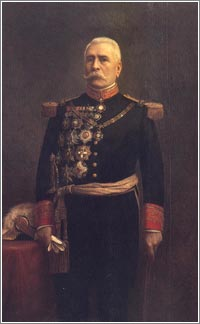
Porfirio Díaz

1908 versetzte Porfirio Díaz Mexiko durch ein Interview mit dem U.S. Journalisten James Creelman in Aufregung, da er ankündigte, seine Macht abgeben und 1910 nicht mehr zur Wahl antreten zu wollen. Ermutigt durch die Aussicht auf politische Veränderungen erschienen nun Publikationen, die nach Reformen verlangten. Unter anderem das Buch La Sucesión Presidencial en 1910 von Francisco Madero, in dem gefordert wurde, dass Díaz bei der nächsten Wahl auf eine erneute Kandidatur verzichten müsse. Zugleich löste Díaz Ankündigung bei den politischen Eliten des Landes große Unsicherheit aus und er wurde gedrängt, sich doch der Wiederwahl zu stellen.
Tatsächlich entschied sich Díaz zu einer weiteren Amtszeit, hatte sich jedoch mit Madero einen einflussreichen politischen Gegner geschaffen. Díaz reagierte auf diese Situation mit der gewohnten Strategie der Repressionen: Madero wurde am Wahltag inhaftiert und Díaz zugleich zum Wahlsieger erklärt. Dieser Wahlbetrug gilt als eigentlicher Auslöser der mexikanischen Revolution: Madero entkam aus dem Gefängnis, flüchtete nach Texas und rief zum bewaffneten Aufstand gegen Porfirio Díaz auf.
Der Wahlbetrug und der Widerstand Maderos brachten den PLM in einen Zwiespalt: Zum einen rückte der Sturz des verhassten Díaz-Regimes in greifbare Nähe, zum anderen teilte Madero nicht im Geringsten die sozialen und anarchistischen Ansichten des PLM. Selbst die PLM-Führung konnte sich nicht auf eine Linie verständigen. Antonio Villarreal und Juan Sarabia schlossen sich Madero an, zahllose ehemalige Anhänger des PLM folgten ihnen. Demgegenüber war Ricardo Flores Magón nicht bereit, sein sozialrevolutionäres Projekt aufzugeben und war entschlossen, seine anarchistische Position in die mexikanische Revolution zu tragen.

### Die Eroberung Baja Californias

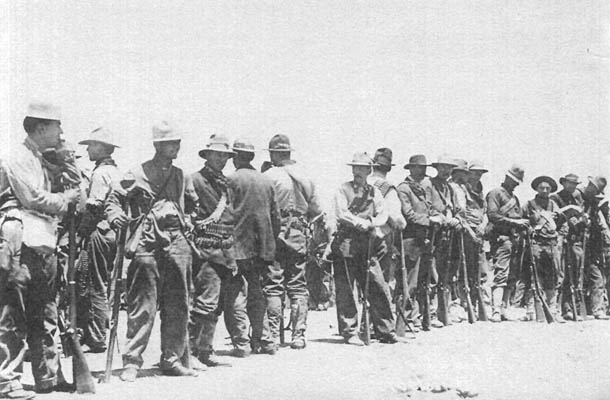
Soldaten des PLM 1911 in Tijuana

Als 1911 die Aufstände der anti-Portifistas in ganz Mexiko zunahmen, beschloss auch der um Flores Magón organisierte PLM direkt in Mexiko aktiv zu werden. Die Magonistas verließen ihr Exil, um in Baja California an der Grenze zu Kalifornien einzumarschieren. Die Baja sollte somit zur Ausgangsbasis einer anarchistischen Revolution in ganz Mexiko werden. Der PLM hatte zwar kleinere Verbände in 13 mexikanischen Bundesstaaten, die jedoch nicht zu weitreichenden Aktion fähig waren. Eine 200 Personen starke Einheit des PLM in Chihuahua musste sich im Februar den Truppen Maderos ergeben und ihre Waffen abgeben. Baja California war somit der einzige Ort, an dem der PLM zu einer breit angelegten Operation fähig war.
Viele Mitglieder der Revolutionsarmee in Baja California waren nicht Mexikaner, sondern amerikanische und internationale Mitglieder der Industrial Workers of the World, der Socialist Party of America und Deserteure des US Military. Der PLM bekam zudem Unterstützung von populären amerikanischen Anarchisten wie Emma Goldman, die während des Kampfs um Tijuana in der Zwillingsstadt San Diego um Unterstützung für die Magonistas warb. Die internationale Zusammensetzung der Armee und der Sitz des PLM in Los Angeles trugen den Magonistas immer wieder den Vorwurf ein, in Wirklichkeit Baja California zu einem Teil der Vereinigten Staaten machen zu wollen, eine Theorie, die in der Gegenwartforschung jedoch als unrealistisch betrachtet wird. Von amerikanischer Seite wurde zudem spekuliert, dass der PLM aus Baja California einen unabhängigen anarchosyndikalistischen Staat machen wolle, während Flores Magón in der Regeneración erklärte, „die soziale Revolution in ganz Mexiko und auf der ganzen Welt“ durchsetzten zu wollen.
Am 29. Januar marschierten die Magonistas unter der Führung von Jose Maria Leyva und Simon Berthold in Mexicali ein. In den darauf folgenden Monaten wurden die meisten Siedlungen in Baja California unter die Kontrolle des PLM gebracht, neben Mexicali auch Tijuana und Tecate.
Tijuana wurde entgegen Flores Magóns ursprünglichen Willen am 8. Mai 1911 von einer etwa 220 Soldaten starken Einheit um Carol Ap Rhys Pryce eingenommen, der entsprechend der Grundsätze der Magonistas von den Soldaten zum General gewählt wurde. In Tijuana sollten zudem erstmals die anarchistischen Ideale des PLM durchgesetzt werden: Es wurde ein Vier-Stunden-Arbeitstag festgelegt, Landumverteilungen durchgeführt und die absolute individuelle Freiheit proklamiert.
Die Einnahme von Tijuana stellte den größten militärischen Sieg des PLM dar, lediglich die Eroberung der wenig verteidigten Provinzhauptstadt Ensenada stand noch aus. Zu dieser Eroberung kam es jedoch nicht, logistische und finanzielle Probleme spielten genauso eine Rolle, wie Spannungen zwischen den mexikanischen und internationalen Soldaten. Zudem wurde Berthold unter ungeklärten Umständen angeschossen und verstarb schließlich am 15. April 1911. Der Angriff auf Ensenada wurde zunächst verzögert und schließlich vollständig aufgegeben. Am 22. Juni 1911 marschierten Regierungstruppen in Tijuana ein und beendeten somit die etwa fünfmonatige Kontrolle des PLM über Baja California.

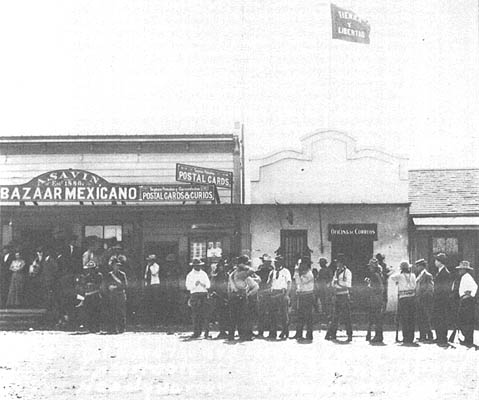
Tijuana 1911 mit der Fahne des PLM „tierra y libertad“ (deutsch: „Land und Freiheit“)

Das Scheitern des Bajaunternehmens hatte verschiedene Ursachen. Der Nordwesten Mexikos war extrem dünn besiedelt, so dass die Magonistas nicht auf einheimische Aufständische zählen konnten. Auch aus dem Zentrum Mexikos war nicht mit begeisterter Unterstützung für die Besetzung der unbedeutenden und randständigen Provinz zu rechnen. Schließlich führte die enge Verknüpfung des PLM mit Aktivisten und Soldaten aus den USA zu Misstrauen im nationalistisch und antiamerikanisch gesinnten Mexiko. Magón verteidigte sich unter Bezug auf seine anarchistisch-internationalistischen Überzeugungen: „In den Reihen der Liberalen sind Kämpfer die nicht unserer Nationalität aber unsere ideologischen Brüder sind. […] Sie opfern sich selbst um unsere Ketten der Sklaverei zu zerstören.“
Mit dieser Argumentation konnte er viele Mexikaner nicht überzeugen, zumal Ereignisse in Tijuana die Gefahr einer Abspaltung von Mexiko oder einer Annexion durch die Vereinigten Staaten zu bestätigen schienen. Bereits vor der Eroberung Tijuanas hatte der Schauspieler Dick Ferris ein Telegramm an Porfirio Díaz geschickt und darauf hingewiesen, dass die mexikanische Regierung offenbar nicht in der Lage sei, Baja California zu kontrollieren. In dieser Situation solle Díaz das Gebiet an Ferris übertragen und so die Gründung einer unabhängigen Republik ermöglichen. Dieser Vorschlag war zwar nicht realistisch, führte jedoch zu einem erhöhten Misstrauen gegenüber den Ereignissen in Baja California. Nach der Eroberung von Tijuana erreichte Ferris die Freilassung des PLM-Generals Pryce, der wegen des Verstoßes gegen die amerikanischen Neutralitätsgesetze verhaftet worden war.
Ferris veranstaltete eine große Siegesfeier zu Ehren von Pryce in Tijuana. Nachdem Pryes Tijuana wieder verlassen hatte, erklärte sich Ferris jedoch selbst zum General und forderte die PLM-Soldaten auf, den Sozialismus aufzugeben und sich dem Kapitalismus zuzuwenden. Er erklärte Baja California zur unabhängigen New Republic of Lower California und entwarf zudem eine neue Fahne für seinen Staat. Ferris Projekt fand keinen Anklang, er wurde sogleich von den Magonistas abgesetzt und die PLM-Junta grenzte sich scharf von Ferris ab. Auch wenn die politischen Aktionen des Schauspielers Ferris kaum ernstzunehmen waren, führten die Ereignisse doch zu einer weiteren Diskreditierung des PLM in Mexiko. Die Proklamation eines neuen Staates durch einen US-Bürger auf mexikanischem Boden bedeutete ein Desaster für das Ansehen des PLM in Mexiko.

### Einfluss auf Zapata und das Ende des PLM

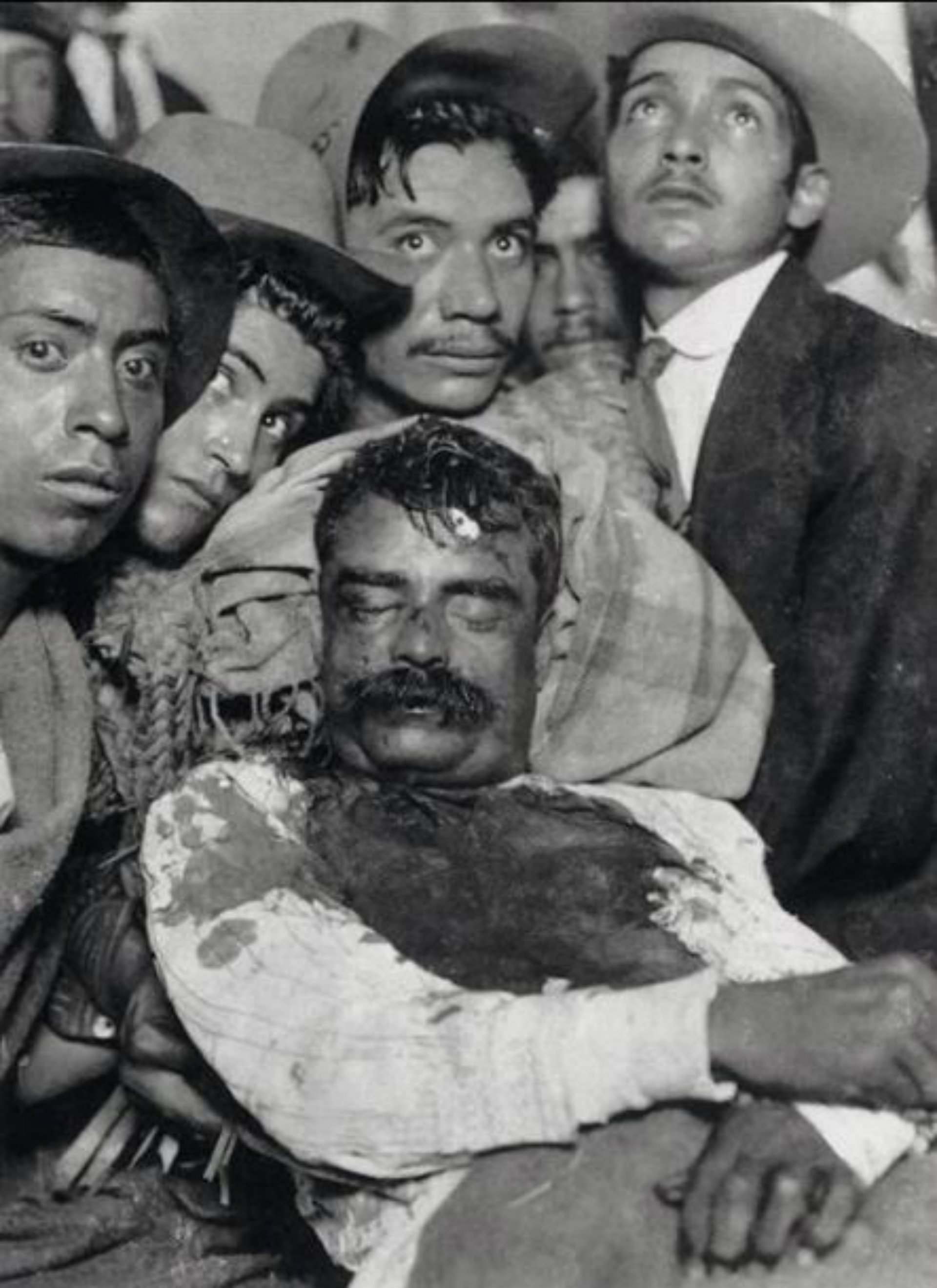
Emiliano Zapata nach seiner Ermordung

Nach dem Scheitern des Projekts in Baja California konnten die Magonistas keinen aktiven Einfluss mehr auf die Wirren der mexikanischen Revolution nehmen. Schnell hatten die Anhänger Francisco Maderos die Regierungstruppen an zentralen Orten geschlagen und bereits am 21. Mai 1911 wurden die Tratados de Ciudad Juárez unterzeichnet, die die Machtübernahme Maderos regelten. Die unglückliche und kurze Präsidentschaft Maderos läutete jedoch nur einen neuen Abschnitt der mexikanischen Revolution ein. Der unerfahrene Präsident machte sich gleich bei beiden großen Unterstützergruppen unbeliebt: Den sozialrevolutionären Gruppen und dem konservativen Bürgertum. Insbesondere Emiliano Zapata war vom Ausbleiben der Landreformen enttäuscht, wandte sich gegen Maderos und übernahm eine Position, die der harte Kern des PLM von Anfang an vertreten hatte: Das Beenden der Díaz-Herrschaft reiche nicht aus, umfassende soziale Verbesserungen müssten durchgesetzt werden. Zapatas Aufstand wurde nun stark durch die Ideen des PLM beeinflusst und sogar unter der Parole der Magonistas „tierra y libertad“ (deutsch: „Land und Freiheit“) geführt.

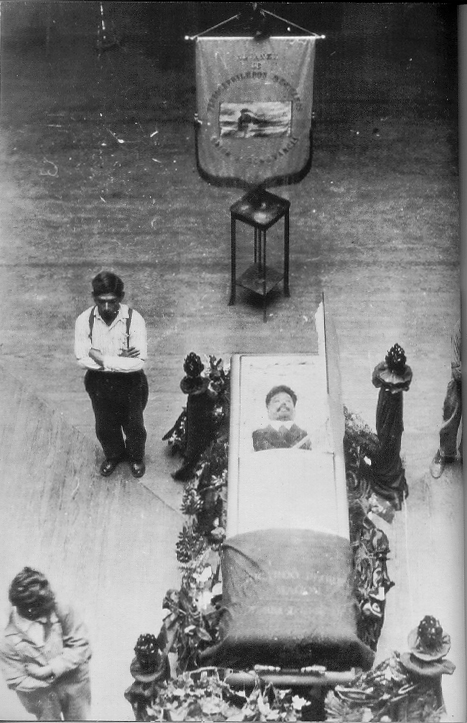
Ricardo Flores Magón

Gestürzt wurde Madero jedoch nicht von Zapata, sondern durch einen Militärputsch des Generals Victoriano Huerta, der Madero ermorden ließ und sich selbst zum Präsidenten erklärte. Der Putsch Huertas löste breiten Widerstand in Mexiko aus: Neben Zapata wandten sich auch Venustiano Carranza, Pancho Villa und Álvaro Obregón gegen den neuen Militärherrscher. Der PLM war jedoch weiter nicht in der Lage, in das Geschehen einzugreifen. Doch auch der Sturz Huertas 1914 führte nicht zum Ende der Bürgerkriegslage. Der zum Präsidenten erklärte Carranza setzte zwar eine Verfassungsreform durch, die auch viele Änderungen im Sinne der Zapatisten und des PLM umfasste. Dennoch war Carranza nicht bereit, die Landreformen durchzuführen, die von den immer stärker sozialrevolutionär orientierten Gruppen um Zapata und Villa gefordert wurden. Carranza setzte ein Kopfgeld auf Zapata aus, der am 10. August 1919 ermordet wurde. 1920 wurde Carranza von seinem ehemaligen Verbündeten Álvaro Obregón mit Hilfe aufgebrachter Zapatistas gestürzt und schließlich durch Obregón als Präsidenten ersetzt. Mit dem Beginn der 1920er Jahre endete die Bürgerkriegsphase der Revolution, die weite Teile Mexikos verwüstet hatte. Als Ergebnis blieb eine fortschrittliche Verfassung, die von den Präsidenten der nächsten Jahrzehnte jedoch häufig ignoriert wurde.
Der PLM hatte viele Ereignisse der mexikanischen Revolution aus dem Exil in Los Angeles beobachten müssen und stieß in den Vereinigten Staaten zudem auf zunehmende Repressionen. Bereits im Juni 1911 wurden die Brüder Flores Magón und andere Mitglieder des PLM angeklagt, jedoch auf Kaution freigelassen. Im Juni 1912 wurden sie jedoch schuldig gesprochen und zu 23 Monaten Haft auf McNeil Island verurteilt. Der Verurteilung folgten Proteste von Exilmexikanern und amerikanischen Anarchisten. Laut Los Angeles Examiner folgte einem Protest am 25. November 1912 “one of the wildest riots witnessed on the streets of Los Angeles.” (deutsch: „Eine der wildesten Ausschreitungen, die auf den Straßen von Los Angeles erlebt wurden.“) Trotz Unterstützung war der PLM durch das gescheiterte Unternehmen in Baja California und Verhaftungen stark geschwächt, finanzielle Probleme führten dazu, dass die Regeneración nur noch unregelmäßig erschien.
Im Zuge des Ersten Weltkrieges und noch verstärkt nach dem Kriegseintritt der USA wurden Anarchisten als innere Bedrohung angesehen und neue Gesetze wie der Espionage Act von 1917 verabschiedet. Nach der Publikation einer neuen Ausgabe der Regeneración wurde Ricardo Flores Magón am 21. März 1918 verhaftet und zu 21 Jahren Gefängnis verurteilt. Am 22. November 1922 starb er im Gefängnis in Fort Leavenworth, Kansas.

## Politische Positionen
Die politischen Positionen des PLM sind durch die zahlreichen Aufsätze in der Regeneración gut dokumentiert. Zu den bekanntesten Texten des PLM gehören das Parteiprogramm aus dem Jahre 1906 und das Manifest der Partei aus dem Jahre 1911. Die beiden Texte repräsentieren zudem verschiedene Aspekte des PLM. Das Programm von 1906 war vergleichsweise moderat formuliert und hatte das Ziel, eine breite Opposition gegen Díaz anzusprechen. Ricardo Flores Magón nannte den Text von 1906 später ein „un tímido programa“ (deutsch: „Ein ängstliches Programm“). Demgegenüber werden im Manifest aus dem Jahre 1911 weitaus radikalere Forderungen erhoben. Die anarchistischen Texte sind stark durch die europäischen Klassiker wie Pierre-Joseph Proudhon und Pjotr Alexejewitsch Kropotkin geprägt. Ein weiterer wichtiger Einfluss war der Kontakt mit amerikanischen Anarchisten wie Emma Goldman.

### Programm von 1906

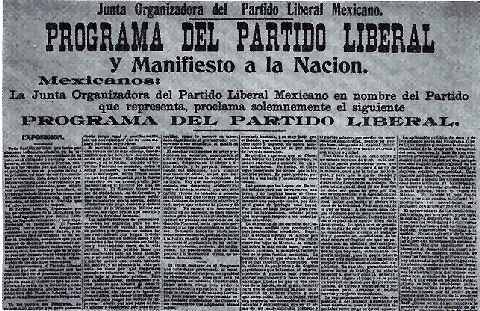
Programa del Partido Liberal Mexicano

Der PLM formulierte zentrale Positionen 1906 in dem Programa del Partido Liberal Mexicano. Viele Forderungen können als direkte Reaktion auf die autoritäre Herrschaft von Porfirio Díaz verstanden werden, dessen Sturz immer erklärtes Ziel des PLM war. So wurde dem Militarismus des zeitgenössischen Mexikos etwa die Abschaffung der Wehrpflicht entgegengesetzt, in Friedenszeiten sollte die Armee vollständig durch eine Nationalgarde ersetzt werden. Die Gesetze zur Presse- und Meinungsfreiheit sollten liberalisiert werden und lediglich Verleumdungen und Erpressungen gesetzlich verbieten. Ebenfalls eine klare Reaktion auf die Herrschaft Díaz’ war die Forderung, dass Präsidentschaften auf eine Amtszeit von vier Jahren beschränkt werden sollten.
Das Programm des PLM hatte zudem den Anspruch, entscheidende Verbesserungen für die Unterschichten und für ganz Mexiko herbeizuführen. Zum einen wurde ein radikaler Ausbau des Erziehungswesens gefordert. Ein weiterer Programmpunkt waren weitgehende Landreformen, die eine Neuverteilung des anbaufähigen Landes beinhalten sollten. Diese Forderung ging weit über die Zurücknahme der Entwicklung zum Großgrundbesitz der Díaz-Periode hinaus. Großgrundbesitzer sollten ihr Land nur unter zwei Bedingungen behalten dürfen: Zum einen müsste das Land bewirtschaftet werden, zum anderen müsste den peóns (überwiegend indigene, ungelernte Landarbeiter) ein gesetzlich vorgeschriebener Lohn gezahlt werden. Nicht entsprechend genutzte Flächen sollten Landlosen übertragen werden. Für Fabrikarbeiter sollten Hygiene- und Sicherheitsstandards festgelegt, die Arbeitszeit auf acht Stunden am Tag begrenzt und ein Mindestlohn bestimmt werden.
Der Historiker und Lateinamerikanist Charles Cumberland betont, dass viele Forderungen des Programms von 1906 in der seit 1917 bestehenden Verfassung Mexikos realisiert sind:
| One is struck, on studying the program of the Liberal Party, by the number of provisions later included in the Constitution of 1917; it is difficult to find any part of the program which has not become a part of the governmental and legal system of Mexico. […] Although there is little evidence to indicate that the program of the Liberal Party was used as a basis for the present constitution, one could almost see the Constitution of 1917 evolve from the earlier statement of aims by the Liberals. |  | Beim Studieren des Programms der Liberalen Partei fällt auf, wie viele Regelungen später in die Verfassung von 1917 aufgenommen wurden. Es fällt schwer einen Teil des Programms zu finden, der nicht später Teil des staatlichen und rechtlichen Systems Mexikos wurde. […] Auch wenn es nur wenige Belege gibt, die nahelegen, dass das Programm der Liberalen Partei als Grundlage für die gegenwärtige Verfassung benutzt wurde, kann man fast schon sehen, wie sich die Verfassung von 1917 aus den frühen Zielen der Liberalen entwickelt hat. |

### Manifest von 1911

Flagge des PLM mit der Forderung nach Land und Freiheit

In dem Manifiesto del 23 de septiembre de 1911 werden radikale Forderungen gestellt, die sich grundsätzlich von dem Programm des PLM aus dem Jahre 1906 unterscheiden: Die Unterzeichner Ricardo Flores Magón, Anselmo Figueroa, Librado Rivera, Enrique Flores Magón und Antonio de Aruajo formulieren nicht mehr detaillierte und möglichst mehrheitsfähige Reformvorschläge. Vielmehr werden Kapital, Autorität und Klerus als Feinde beschrieben, denen der PLM den Kampf angesagt habe. Diese „trinidad sombría“ (deutsch: „düstere Trinität“) schaffe sich selbst ein Paradies auf Erden, indem sie den Land- und Fabrikarbeitern das Leben zur Hölle mache.
Die Wurzel dieser Probleme sei jedoch das Konzept des Privateigentums, das die Regierungen dazu veranlasse, die Forderungen der Benachteiligten brutal niederzuschlagen und die Kirche dazu bringe, Ruhe, Resignation und Demut zu predigen. Das Privateigentum bevorzuge die listigsten, egoistischsten und skrupellosesten Menschen und führe somit zu einem beständigen Klassenkampf zwischen den Bevorzugten und Benachteiligten. Demgegenüber habe jeder Mensch alleine durch seine Existenz das unbedingte Recht, alle Fortschritte modernen Zivilisation zu genießen.
Dabei geht nach Ansicht des PLM die negative Wirkung des Eigentums weit über die ökonomische Ausbeutung von Menschen hinaus: „Todos los males que aquejan al ser humano provienen del sistema actual“ (deutsch: „All die Übel, die die Menschen quälen, ergeben sich aus dem aktuellen System“), unter ihnen Räuberei, Prostitution, Brandstiftung, Mord und Schwindel.
Aus der grundlegenden Kritik an der Konzeption des Eigentums leitet der PLM eine umfassende Enteignungsforderung ab, die sich nicht nur auf die Landwirtschaft beschränken dürfe:
| hay que tomar resueltamente posesión de todas las industrias por los trabaja dores de las mismas, consiguiéndose de esa manera que las tierras, las minas, las fábricas, los talleres, las fundiciones, los carros, los ferrocarriles, los barcos, los almacenes de todo género y las casas queden en poder de todos y cada uno de los habitantes de México, sin distinción de sexo. |  | Die entschiedene Inbesitznahme der Industriezweige durch ihre Arbeiter ist notwendig, um zu erreichen, dass die Ländereien, die Fabriken, die Betriebe, die Autos, die Eisenbahnen, die Schiffe und alle Arten von Lagerhäusern unter Kontrolle eines jeden Bewohners Mexikos kommen, ohne Unterschied zwischen den Geschlechtern. |

Die Bewohner der einzelnen Regionen sollten alle Erträge und Besitztümer an zentralen Orten zusammentragen, an denen eine genaue Abschätzung der Bestände möglich sei. Anschließend würde gerecht nach den Bedürfnissen der Bewohner verteilt. Das Manifest schließt mit dem magonistischen Leitspruch „¡Tierra y Libertad!“ (deutsch: „Land und Freiheit!“), das von den Zapatisten und anderen sozialen Bewegungen übernommen wurde.

## Wirkung

### Mexiko

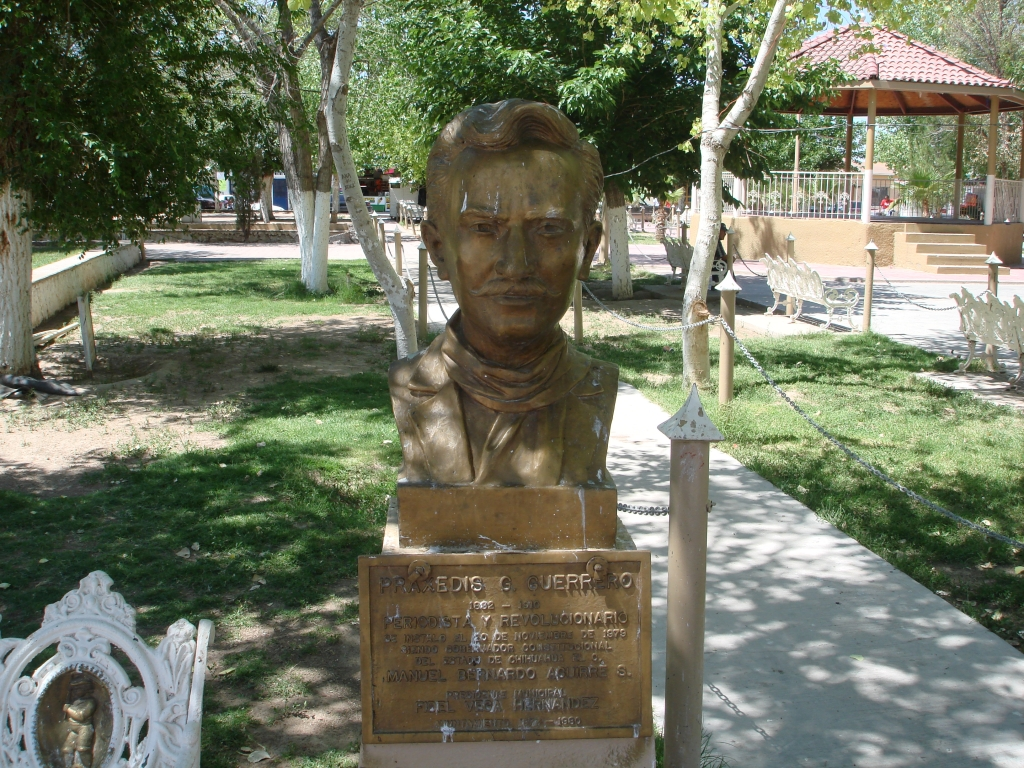
Denkmal für den PLM-Kämpfer Praxedis G Guerrero in Chihuahua

Mit dem Ende der Bürgerkriegsphase der mexikanischen Revolution hatten ehemalige Revolutionäre die Macht in Mexiko-Stadt übernommen, auch wenn es nicht das sozialrevolutionäre Lager um Zapata, Villa oder den PLM war. Bereits 1917 wurde eine liberale Verfassung verabschiedet, die in vielen Aspekten den Forderungen des PLM-Programms aus dem Jahre 1906 entsprach. Präsident Obregón berief 1920 mit Antonio I. Villarreal auch ein ehemaliges Mitglied des PLM ins Kabinett als mexikanischen Landwirtschaftsminister. 1929 wurde der Partido Nacional Revolucionario gegründet, der bis 2000 ohne Unterbrechung die Macht unter dem Namen Partido Revolucionario Institucional (PRI) die Macht innehatte.
Unter der Herrschaft des PRI wurde der positive Bezug auf die mexikanischen Revolutionäre Teil der offiziellen Geschichtspolitik und nationalen Symbolik. Zwar wurde den Aktivisten des PLM nie die Bedeutung von Zapata oder Villa zugemessen, dennoch wurde insbesondere Ricardo Flores Magón als Nationalheld präsentiert. So heißt etwa seine Geburtsstadt San Antonio Eloxochitlán mittlerweile Eloxochitlán de Flores Magón, zahlreiche Schulen, Büchereien und Straßen sind nach ihm benannt. Andererseits führte die Diskrepanz zwischen den anarchistischen Idealen des PLM und dem autoritären Herrschaftsstil des PRI dazu, dass Flores Magón und andere Revolutionäre als Symbole des Widerstandes gegen den mexikanischen Staat verstanden wurden. Das deutlichste Beispiel für diese Diskrepanz ist die Niederschlagung des Studentenstreiks der Universidad Nacional Autónoma de México 1968, der im Massaker von Tlatelolco endete und bei dem mehrere hundert Studenten durch das mexikanische Militär ermordet wurden.
Der Einfluss der Magonistas auf die Opposition gegen die PRI zeigt sich besonders klar ab den 1990er Jahren nach dem bewaffneten Aufstand der modernen „Zapatistas“ des Ejército Zapatista de Liberación Nacional (EZLN) 1994 in Chiapas. Zwar wählte der EZLN mit Zapata den Revolutionsführer des Südens als Namensgeber, allerdings finden sich auch zahlreiche Bezüge auf den Magonismus. So trägt etwa einer der Municipios Autónomos Zapatistas (deutsch: autonome zapatistische Gemeinden) den Namen Ricardo Flores Magón. Noch stärker ist der Bezug im Bundesstaat Oaxaca, in dem Flores Magón geboren wurde und in dem 2004 Aufstände der Asamblea Popular de los Pueblos de Oaxaca ausbrachen. So bildete sich etwa der Consejo Indígena Popular de Oaxaca „Ricardo Flores Magón“ (deutsch: Rat der indigenen Bevölkerung von Oaxaca „Ricardo Flores Magón“), in dem 26 indigene Gemeinden mit dem Anspruch organisiert sind, eine gewaltlose Selbstverwaltung nach den Prinzipien der Magonistas durchzuführen.

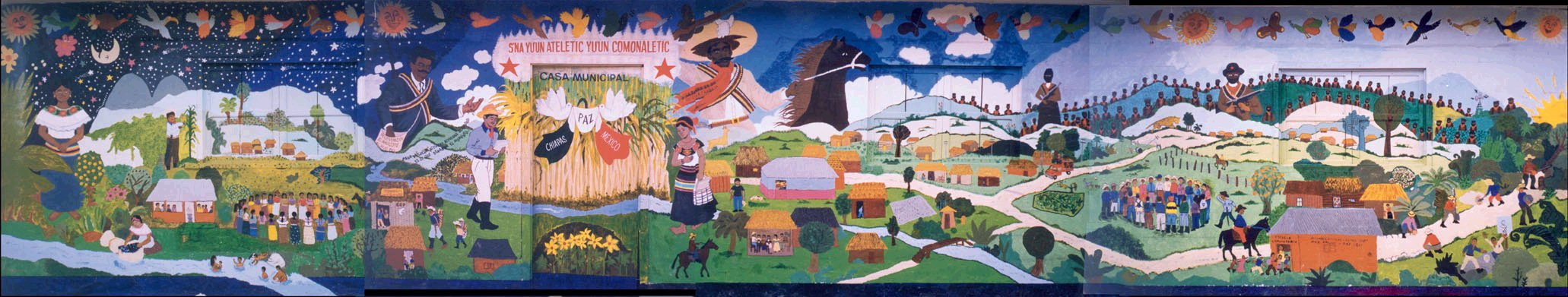
Darstellung der Magonistas in der zapatistischen Gemeinde Ricardo Flores Magón in Chiapas

Schließlich zeigt sich die Wirkung des PLM durch eine kurzlebige Gründung eines neuen Partido Liberal Mexicano, der den Anspruch vertrat, die Ideale der Magonistas weiterzuführen. Der neue PLM trat 2003 bei den Kongresswahlen an, erlangte jedoch nur 108.377 Stimmen (0,41 %) und bekam daraufhin die Wahlzulassungen wieder entzogen.

### International

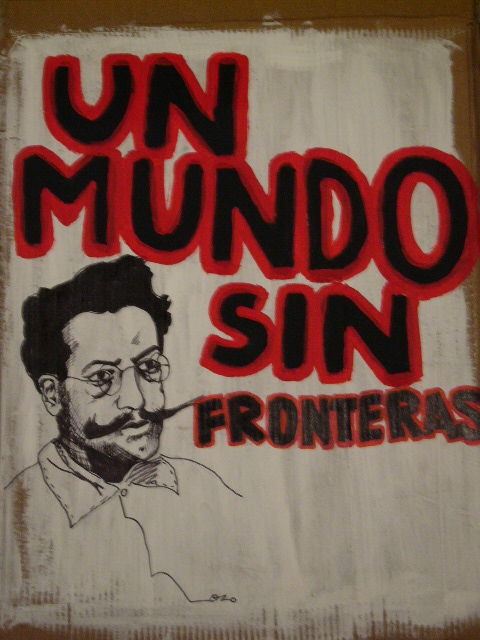
Ricardo Flores Magón auf einem Plakat in New York mit der Forderung „Eine Welt ohne Grenzen“

Während der PLM bis in die gegenwärtige politische Kultur Mexikos wirkt, wird die Magonistabewegung international nicht breit rezipiert. Bei historischen Abhandlungen zur Geschichte anarchistischer Bewegungen stehen Ereignisse in Europa und den USA im Vordergrund und selbst bei Auseinandersetzungen mit sozialen Bewegungen in der mexikanischen Revolution werden eher Zapata und Villa ins Zentrum der Aufmerksamkeit gerückt.
Dennoch lassen sich auch Wirkungen außerhalb Mexikos beobachten. Am deutlichsten ist dies in der Chicanobewegung in den Vereinigten Staaten. „Chicano“ war ursprünglich eine abwertende Bezeichnung für mexikanische Migranten und Amerikaner mit mexikanischen Vorfahren. Ab den 1960er Jahren entwickelte sich der Begriff unter dem Einfluss der von César Chávez geleiteten Landarbeitergewerkschaft und der Studentenproteste zu einer positiv konnotierten Selbstbezeichnung, die den Wunsch nach einer eigenständigen politischen und kulturellen Identität ausdrückt. Im Rahmen der radikalisierten und durch Landarbeitersstreiks geprägten Chicanobewegung entwickelten sich auch die PLM-Aktivisten als anarchistische Grenzgänger zwischen den USA und Mexiko zu Identifikationsfiguren. Entscheidenden Einfluss auf diese Entwicklung hatte Juan Gómez-Quiñones, Chicanoaktivist und Direktor des Chicano Studies Research Centers an der University of California, Los Angeles, mit dem 1977 veröffentlichten Buch Las ideas políticas de Ricardo Flores Magón.
Auch in anderen Bereichen des amerikanischen Kontinents wurden soziale Bewegungen durch den PLM beeinflusst, herauszuheben ist hier etwa der argentinische Anarchismus, der vermittelt durch den argentinischen Schriftsteller Diego Abad de Santillán mit den Ideen des PLM in Kontakt kam. In Europa ist die Geschichte des PLM hingegen nach wie vor weitgehend unbekannt. In deutscher Sprache beispielsweise ist kaum mehr als eine kompakte Textsammlung von Flores Magón erhältlich. Zudem findet man Flores Magón gelegentlich in der Populärkultur als Revolutionsikone, so hat sich etwa die französische Punkband Brigada Flores Magon nach dem bekanntesten Mitglied des PLM benannt.

### Primärliteratur
- Ausgaben der Regeneración 1900–1918, Online zugänglich
- Ricardo Flores Magón: Dreams of Freedom: A Ricardo Flores Magón Reader, AK Press, 2005, ISBN 1-904859-24-0
- Ricardo Flores Magón: Ricardo Flores Magon: El sueno alternativo, Fondo de Cultura Economica, 1995, ISBN 968-16-4523-5

### Sekundärliteratur
- Javier Torres Pares: La revolucion sin frontera: El Partido Liberal Mexicano y las relaciones entre el movimiento obrero de Mexico y el de Estados Unidos, 1900–1923, Ediciones y Distribuciones Hispanicas, 1990, ISBN 968-36-1099-4
- Rubén Trejo: Magonismus: Utopie und Praxis in der Mexikanischen Revolution 1910–1913. Übersetzt von Martin Schwarzbach. 1. Aufl., Verlag Edition AV, Lich 2006, ISBN 3-936049-65-3 (Orig.: Magonismo: utopía y revolución, 1910–1913, Cultura Libre, 2005).
- Ethel Duffy Turner: Ricardo Flores Magón y el Partido Liberal Mexicano, Editorial del C.E.N, 1984
- Juan Gomez-Quinones: Sembradores: Ricardo Flores Magon y el Partido Liberal Mexicano: A Eulogy and Critique, 1973, Chicano Studies Center Publications, ISBN 0-89551-010-3